# Mallada krakatauensis
Mallada krakatauensis is een insect uit de familie van de gaasvliegen (Chrysopidae), die tot de orde netvleugeligen (Neuroptera) behoort. 
Mallada krakatauensis is voor het eerst wetenschappelijk beschreven door Tsukaguchi in Tsukaguchi & Yukawa in 1988.